# Амирханов, Хабибулла Ибрагимович
Хабибулла́ Ибраги́мович Амирха́нов (22 апреля 1907, с. Корода, Гунибский округ — 21 мая 1986, Махачкала) — советский физик, член-корреспондент АН СССР (1970), председатель Президиума Дагестанского филиала АН СССР (с 1950), академик АН Азербайджанской ССР (с 1949). Его называют "первым дагестанцем, получившим звание академика".

## Биография

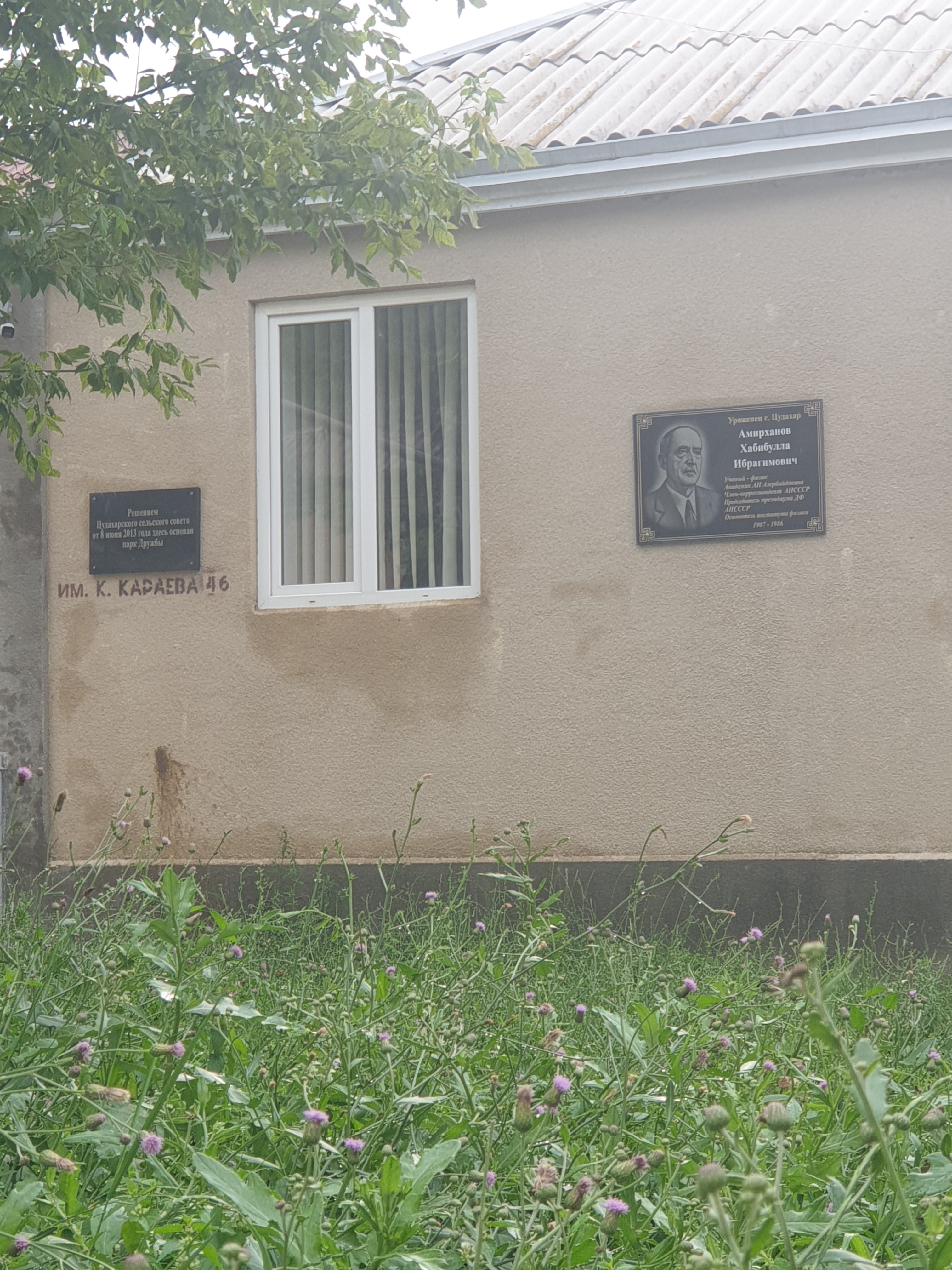
Мемориальная табличка Амирханову Цудахаре

Родился в с. Корода Гунибского округа 7 мая 1907 года. Отец Хабибуллы Ибрагимовича был даргинцем из Цудахара, мать – аваркой из Унцукуля. По национальности - даргинец.
В 1930 окончил Азербайджанский университет.
С 1932 по 1950 работал в Институте физики и математики АН Азербайджанской ССР, в том числе с 1944 в должности директора.
С 1950 занимал пост председателя Президиума Дагестанского филиала АН СССР, а также преподавал в Азербайджанском университете (с 1946 как профессор).
Стал первым академиком-физиком в Азербайджане.
Амирханов являлся членом КПСС с 1941, избирался депутатом Верховного Совета СССР 5-го созыва.

## Научная деятельность
Научные работы Амирханова посвящены физике полупроводников, энергетике, геофизике. Он исследовал термоэлектрические свойства полупроводников и явления переноса в условиях сильных магнитных полей. В 1940 им был открыт новый эффект — тепловое выпрямление. Также Амирханов изучал термо- и гальваномагнитные явления в полупроводниках при воздействии сильных магнитных полей, обнаружив при этом воздействие спинового расщепления уровней Ландау на квантовые осцилляции. Он также изучал поведение полупроводников при температуре жидкого гелия и в сверхсильных импульсных магнитных полях.
Значительны также достижения Амирханова в области геофизики: в 1955 им был разработан калий-аргоновый метод для определения абсолютного возраста минералов, а в 1964 так называемый метод вариаций теплового потока, используемый для геотермической разведки полезных ископаемых.

## Награды
- Орден Ленина
- Орден Октябрьской Революции
- Медаль «За трудовую доблесть» (27.04.1940) — «в ознаменование 20-й годовщины освобождения Азербайджана от ига капитализма и установления там советской власти, за успехи в развитии нефтяной промышленности, за достижения в области подъёма сельского хозяйства и образцовое выполнение строительства Самур-Дивичинского канала»

## Работы
- Х. И. Амирханов, С. Б. Брандт. Определение абсолютного возраста горных пород по радиоактивному превращению калия 40 в аргон 40. — Махачкала, 1956.
- Х. И. Амирханов, С. Б. Брандт, А. С. Батырмурзаев. Физические основы калий-аргоновой геохронометрии. — Махачкала: Дагкнигоиздат, 1979.
- Х. И. Амирханов. Развитие физической науки в Дагестане. — УФН, Т.140, № 8 (1983).